# Burghaun
Burghaun är en köping (Markt) i Landkreis Fulda i Regierungsbezirk Kassel i förbundslandet Hessen i Tyskland.